# 使い捨て

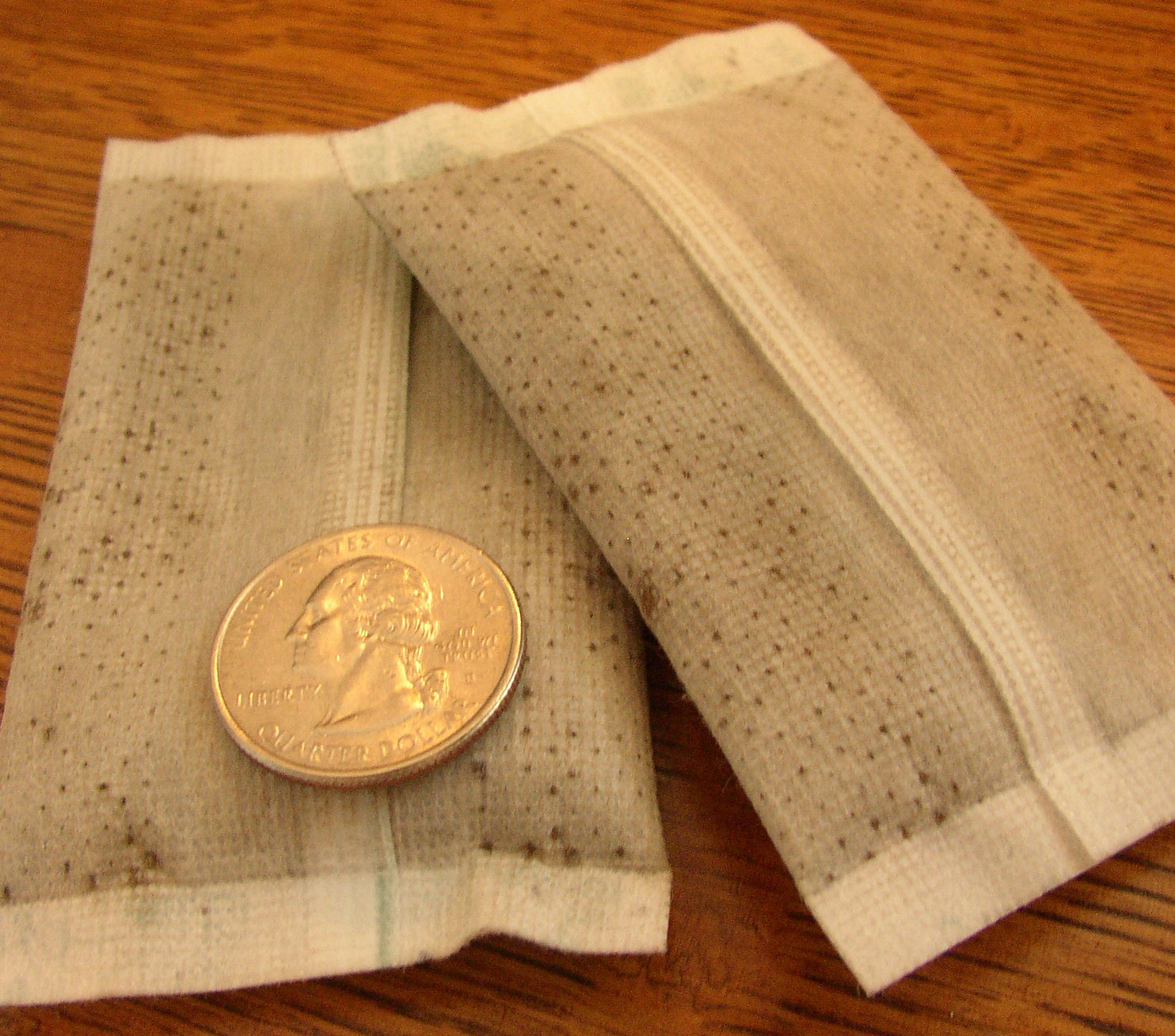
使い捨てカイロ（硬貨は大きさ比較用）

使い捨て（つかいすて）とは、工業製品などを1回ないし数回の使用した後に廃棄する行為、あるいは、そうするように設計された製品である。従来は消耗品を交換したり、洗浄したりして繰り返し利用していた同等品に対して、使用後に捨てることができる（あるいは捨てなければならない）製品の差別化戦略のためにそう呼ばれる。使い切り（つかいきり）、同義の英語からディスポーザブル (disposable)とも。

## 概要

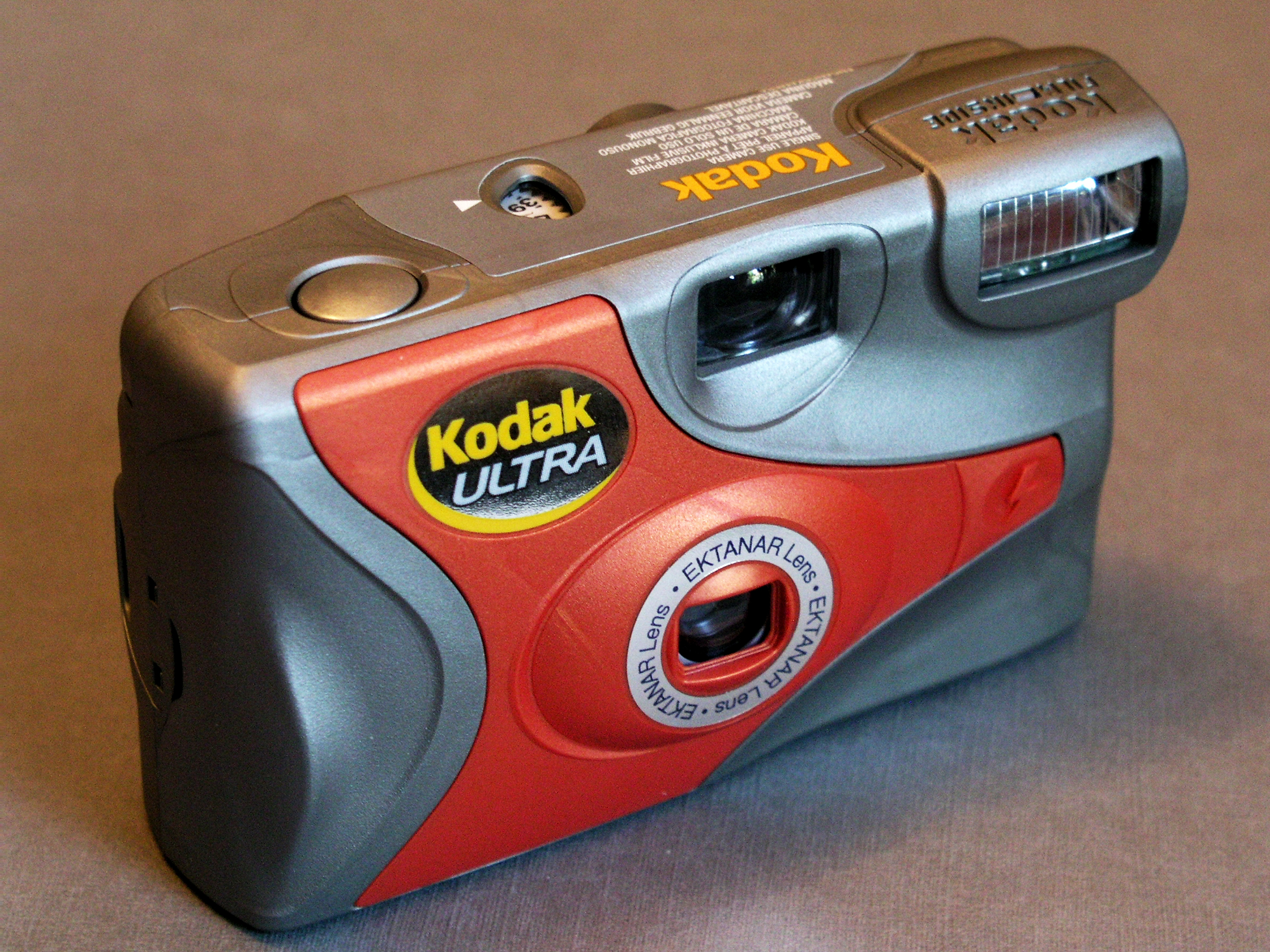
コダック社製の使い捨てカメラ（業界はリサイクルされるので「レンズ付きフィルム」と呼んでいる）

使い捨てが行われるのは、大量生産手法が確立されるなど安価に製造できる商品と、医療器材のように安全・衛生上などの理由で使い捨てが求められる物品が主である。前者を中心として、使い捨てを前提とする工業製品では、その用途に向くよう設計段階から構造が簡略化される。従来の使い捨てを前提としない製品に比べて耐久性に劣る、もしくは一度の使用によって使命を終える反面、その単価は極端に安くなっていることが多い。
製品の機能、利用頻度、価格・耐久性や、後述するような理由など諸々の事情によって、一概に「どちらが理に適っているか」はまちまちである。使い捨てと、そうで無い製品が平行して利用され続けている分野も見出せる。例えば安全剃刀では、丸ごと使い捨てる製品と、劣化・消耗した部分だけ交換して使い続ける製品が併存している。
なお、その工業製品分野が出来た後、一貫して「一回の利用でその使命を終える」ような分野は、あまり意識して「使い捨て」と表現されることは少ない。例えばロケットは、ロケット弾にせよ宇宙船にせよ、一度の使用でその役割を終えるものとして「使い捨て」とみなされてこなかった。しかしスペースシャトルをはじめとする宇宙往還機の登場以降、これに対比させる意味で使い捨て型ロケット等と呼ばれるようになった。さらには技術の進歩で一部を再利用できる宇宙ロケットが開発されるに至っている（「再使用型宇宙往還機
」も参照）。

## 利点
使い捨て製品が選択される理由は以下に挙げるようなものがある。

### 安全・衛生
使い捨て製品が使われる理由の一つには、感染症防止など衛生に対する配慮がある（注射針など）。宿泊施設に用意される歯ブラシや飲食店で利用される割り箸なども、衛生面（利用客に不潔感を覚えさせないという精神衛生上の配慮を含む）から使い捨て製品が利用されている。
なお、こういった衛生上の配慮に立つものでは、使い捨て製品の性質を無視して利用すると、問題が発生する。使い回した注射針による集団感染はこれが顕著なケースである。ソフトコンタクトレンズの長期使用も、眼に問題を多々発生させうる。

### 利便性
衛生面以外の使い捨ての利点として、手間の軽減がある。繰り返し利用を前提とする製品では、一度または数度の使用の後に、使用前の状態に戻すための作業と設備を必要とする。使い捨てにすると手間が簡略化ないし省略できる場合、使い捨てが利用される。また、破損や汚れが生じても、破棄して新しい製品を利用することで、問題を回避できる。例えば、紙皿など食器が使い捨てであるなら、流しは必要ない。特に飲食を伴う多人数のイベントや露店などで、必要な大量の食器を洗う時間・人員がない場合に効果的である。また災害時などの炊き出しでは、水が貴重であるため、汚れごと破棄できる使い捨て食器は大きな利点となる。
また、必要最低限の機能を備える廉価な使い捨て製品が必要な量だけあれば、次々に使い捨てることで、一定水準の性能・機能を維持できる。この考え方で一般的に見られるものとしては、カッターナイフが挙げられる。この廉価な刃物は、簡単な操作で刃先を随時鋭い状態に保つことが可能で、使い捨てる諸々のデメリットを考慮したとしても、使用中に鈍ってしまうために研ぐ必要のあるナイフ一般には無い利便性を生んでいる。
使用頻度は高くないが、使う時は必要性が高い種類の道具類にも、使い捨ての製品が見られる。例えば携帯型の暖房器具である懐炉は、使い捨て式と、発熱させるための中身や電池を取り換えて繰り返し使うタイプの両方が流通している。

## 環境問題
使い捨て製品は、大量生産が本格化した20世紀に急増した。それに伴う大量消費が引き起こすごみ問題のように、大量に廃棄された製品の処分に掛かる費用や公害、最終処分場の不足といった環境問題が深刻化した。このため20世紀末頃から、循環型社会への移行も推進されている。また長らく使い捨て製品が主流であった分野にも、繰り返し利用可能な製品が使われるようになっている。
例えば日本の牛丼チェーン店では従来、人的コストや食器洗い機対応コストに加えて、衛生的な使用感から割り箸を標準的に使っていた。業界大手の松屋フーズは2008年1月に、最大手の吉野家ホールディングス（吉野家の経営企業）も2009年3月に、食器洗い機に対応した合成樹脂製で、耐久性のある繰り返し利用する箸へと切り替えを行った。
ただ、使い捨て製品の内にも、少しでも環境に配慮するという意図から、工夫を凝らした製品もみられ、例えば割り箸にしても、建材など他の用途には使いにくく、単純に廃棄されれば環境負荷を生んでしまう間伐材や端材を材料とすることで、逆に資源の有効活用や森林の育成に繋がるという視点も存在する。

### 使い捨ての再利用化
前述のように、使い捨て製品は資源の浪費や環境への負荷を生みやすい。その対策として、一部または全部の再利用や、廃棄製品の部材の再資源化が図られている分野もある。「3R」も参照。
レンズ付きフィルムは、登場当初の1990年代までは「使い捨てカメラ」と呼ばれていた。後に各社が一部の部品や素材を共通化。写真フィルムメーカーの別なく現像所に出せば部品ごとに分解され、再使用可能な部品は再び製品に組み込まれ、ケースは破砕され素材としてリサイクルされて製品の製造に利用され、再び市場に流通するようになった。
家庭用の洗剤などの容器は、元来は製造・流通段階から消費者が内容物を使い切るまで利用される使い捨てだった。簡易な詰め替えパッケージに充填された製品が一般向けに販売され、これを詰め替えることで容器を再利用できるようになった。また簡易な詰め替えパッケージが廃棄に際して小さく折り畳めるなどするため、パッケージに消費される資源を減らせるほか、廃棄されるゴミの分量を減らせるとして、利用されるようになった。
使い捨てにしていた一部の医療機器について、日本の厚生労働省は2017年、滅菌洗浄したうえで組み立てて再利用できる「再製造制度」を創設した。同様な制度はアメリカ合衆国では2000年から適用されている。

### 規制
2016年、フランスは、地球温暖化対策の一環として使い捨てのプラスチック製カップや皿を規制する法律を制定。2020年までに施行する予定となっている。また、2018年、欧州連合は、海洋ごみの多くが使い捨てのプラスチック製品であることに着目。プラスチック素材の食器、ストローなどを代替品に切り替えるよう義務付ける規制案を発表。2019年を目途に、欧州議会と加盟国で議論されることとなった。

## 贅沢として
比喩では、耐久性があるにもかかわらずコストを度外視して使用した物を遺棄する場合に、これを指して「使い捨て」とも表現する。物を使い捨てで消費するかどうかは所有者・使用者の価値観や意識の問題である場合も大きい。たとえ高価なものであろうと一度の使用で放棄すればそれは使い捨てであり、使い捨てを目的として製造されたものでも捨てずに使用し続ければ「使い捨て」とはならない。
日本においては、高度経済成長下の大量消費社会を背景に、まだ使えるものもどんどん捨てて新しいものを使うという風潮が見られた。

## 使い捨て製品

### 主に安全目的

#### 主に衛生目的
- 衛生材料（医療廃棄物も参照）
  - 注射針などの医療器具
  - ガーゼなど患者の体液を含むもの
- ソフトコンタクトレンズ
- コンドーム

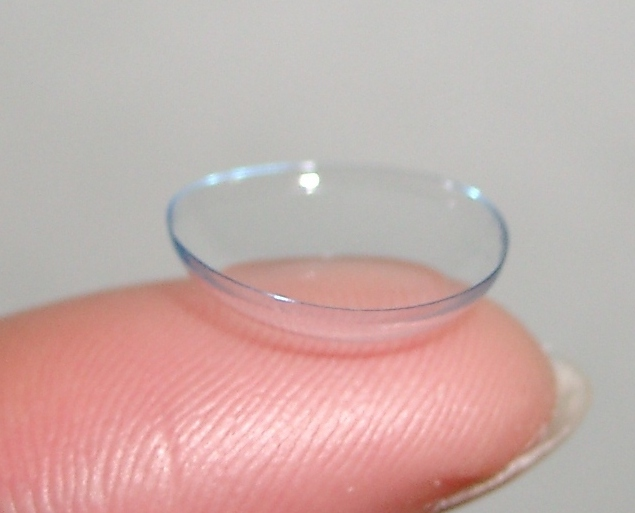
ソフトコンタクトレンズ

- ディスポーザブルグローブ（医療・介護用など）・業務分野での配膳に利用されるビニール手袋
- 紙や不織布のおしぼり、ウェットティッシュ
- 使い捨ての食器（割り箸、爪楊枝、紙コップ、紙皿、かわらけ、クルハド（英語版）等）
- カプセル内視鏡

#### 主にその他の安全目的
- 化学防護服や放射線防護服 - 汚染物質の人体への付着や吸引を防ぐために、こと外部の直接的に汚染される部分が使い捨てにされる。
- コンピュータセキュリティ分野
  - ワンタイムパッド - 1回だけ使われる暗号鍵
  - ワンタイムパスワード - ログインするごとに異なるパスワードを使う仕組み

### 主に利便性や簡易性のため
- レンズ付きフィルム（使い捨てカメラ）
- 使い捨てカイロ
- 使い捨てライター
- 包装（包装紙・レジ袋等）
- ワンウェイ瓶 - 使い捨ての瓶
- ボールペンやフェルトペン

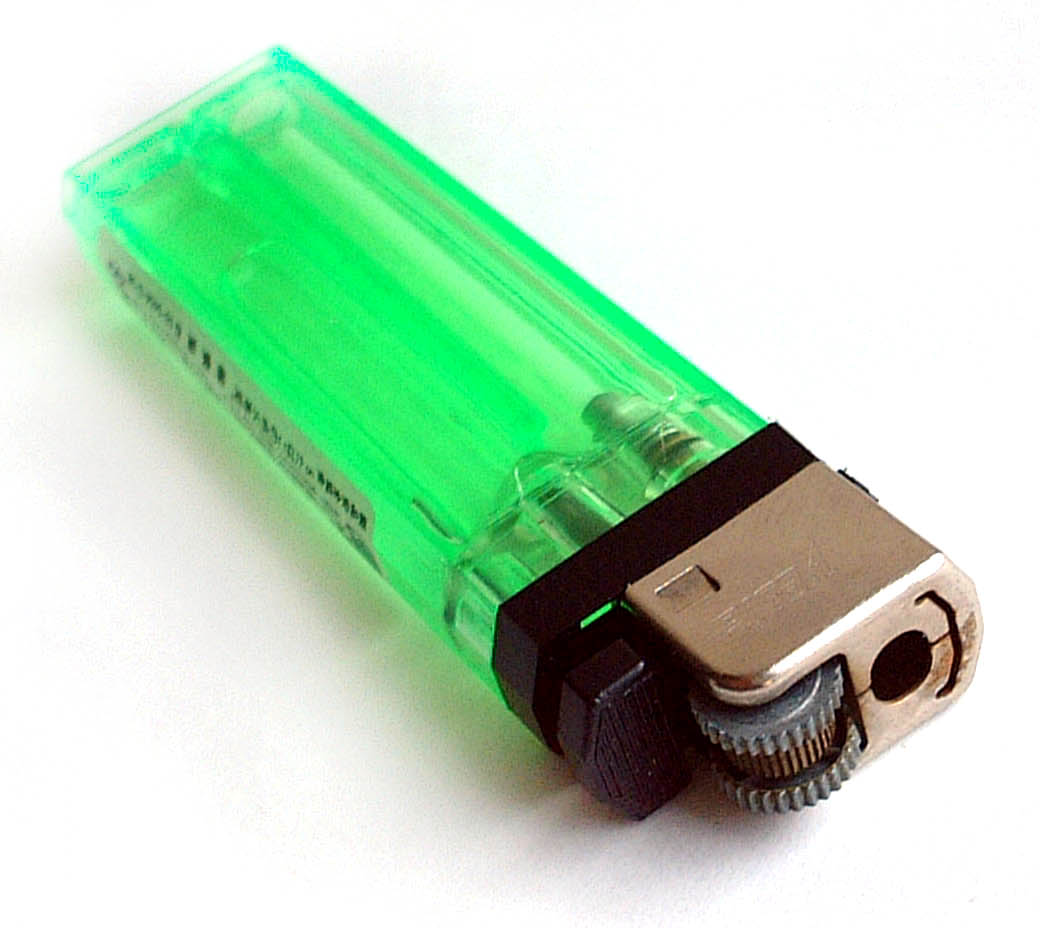
使い捨てライター

なお一般的な製品からは外れるが、使い捨てのロケット砲として「ロケット弾に発射装置が付属している」という発想の使い捨て兵器も存在する。M72 LAW、AT4 などがある。

### 主にコストや技術上の理由
- 一次電池 - 乾電池など
- 使い捨て型ロケット - スペースシャトルを除くほとんど
- 2ストロークオイル - 燃焼して消費される構造となっている
- サブスクリプションサービス

## 人材などの「使い捨て」
ブラック企業が健康や能力育成に配慮せず従業員を酷使することなど、人間や組織の関係に対しても「使い捨て」という表現が用いられる場合がある。